# Јозеф Шимић
Јозеф Шимић (Нови Сад, 1816 — Нови Сад, 21. април 1869) био је адвокат и градоначелник Новог Сада.

## Биографија
Похађао основну школу за католике, а трећи разред гимназије у Сремским Карловцима. Студирао је право и 1838. године је постао адвокат, а службовао је и у рачуноводству новосадског Магистрата.
За време револуције 24. маја 1849. мађарски комесар Јене Бети је рестаурацију Магистрата прогласио незаконитом, те је именовао мађарску управу у граду, у којој се налазио и Шимић као Немац. Био је повереник градске команде и члан мађарског Војног суда у Петроварадину, а Кошутов комесар га је поставио и за градског начелника после бомбардовања 12. јуна 1849. Током мандата наредио да се попише, конфискује и прода земља оних Новосађана који током револуције нису били лојални аустријском цару. Краће време био на служби у Суботици, а 30. јула 1849. се вратио у Нови Сад. 
Након слома мађарске револуције одлази у Пешту. Одатле је писао тадашњем градоначелнику Павлу Јовановићу да му пошаље уверење о његовом држању током револуције, како би био ослобођен кривице. Априла 1854. налазио се у притвору истражног затвора при Војном суду у Темишвару. Изгубио је право да се бави адвокатуром, па се враћа у Нови Сад где је радио као главни рачуновођа градског Магистрата. Касније постављен за капетана полиције. При рестаурацији 1867. године изабран је за сенатора Магистрата.